# 下沟组
下沟组是位于中国甘肃玉门市、青海、内蒙古等的上白垩世地层，1976年由甘肃地质局地质力学（第二）区域地质测量大队命名。该地层以紫红、褐黄、灰绿、灰、黑灰色碎屑岩为主，间夹泥质岩、泥灰岩等。